# Zadlog
Zadlog – wieś w Słowenii, w gminie Idrija. W 2018 roku liczyła 283 mieszkańców.